# Будинок Аладьїних
Будинок Аладьїних — особняк в історичному центрі Харкова. Назву отримав на ім'я основних власників будівлі — купців Аладьїних. Будинок розташований у історичному центрі міста за адресою вулиця Сумська, 44. Має статус пам'ятки архітектури та містобудування місцевого значення № 7407-Ха, а також пам'ятки історії місцевого значення № 72.

## Історія
Прибутковий будинок побудований у 1912 році за проєктом архітектора Ю. С. Цауне, у 2015 на честь нього на будинку було відкрито меморіальну дошку.

## Архітектура
Стиль еклектизм, що поєднує риси класицизму та модерну. На високому першому поверсі була крамниця купця Аладьїна. Два верхні поверхи об'єднані тричетвертними колонами іонічного ордера. Будівля прикрашена скульптурами в античному стилі, балюстрадою, на даху — солярій із вежею, де розташовувалося літнє кафе.

## Галерея

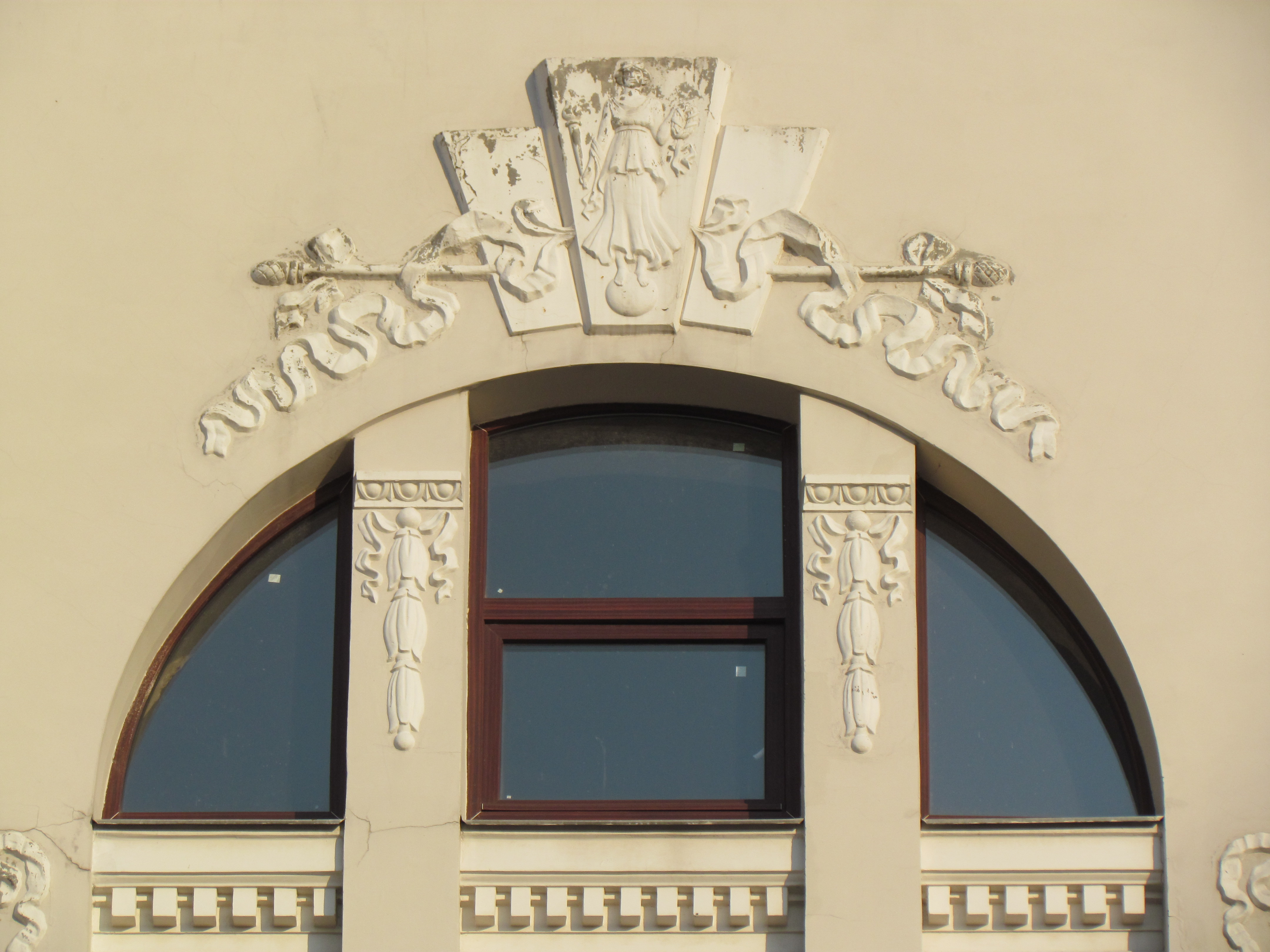
Деталі фасаду
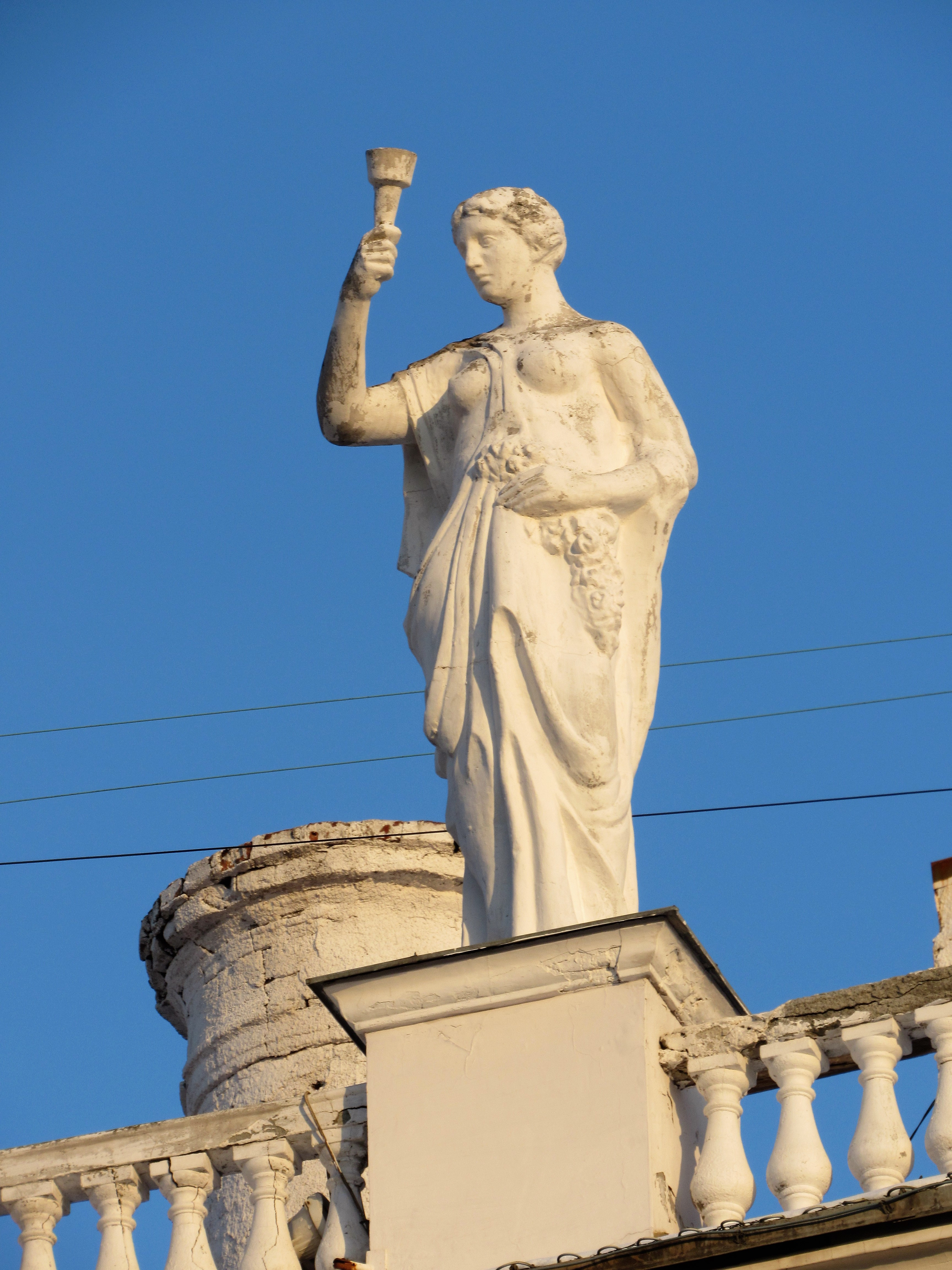
Скульптура 1
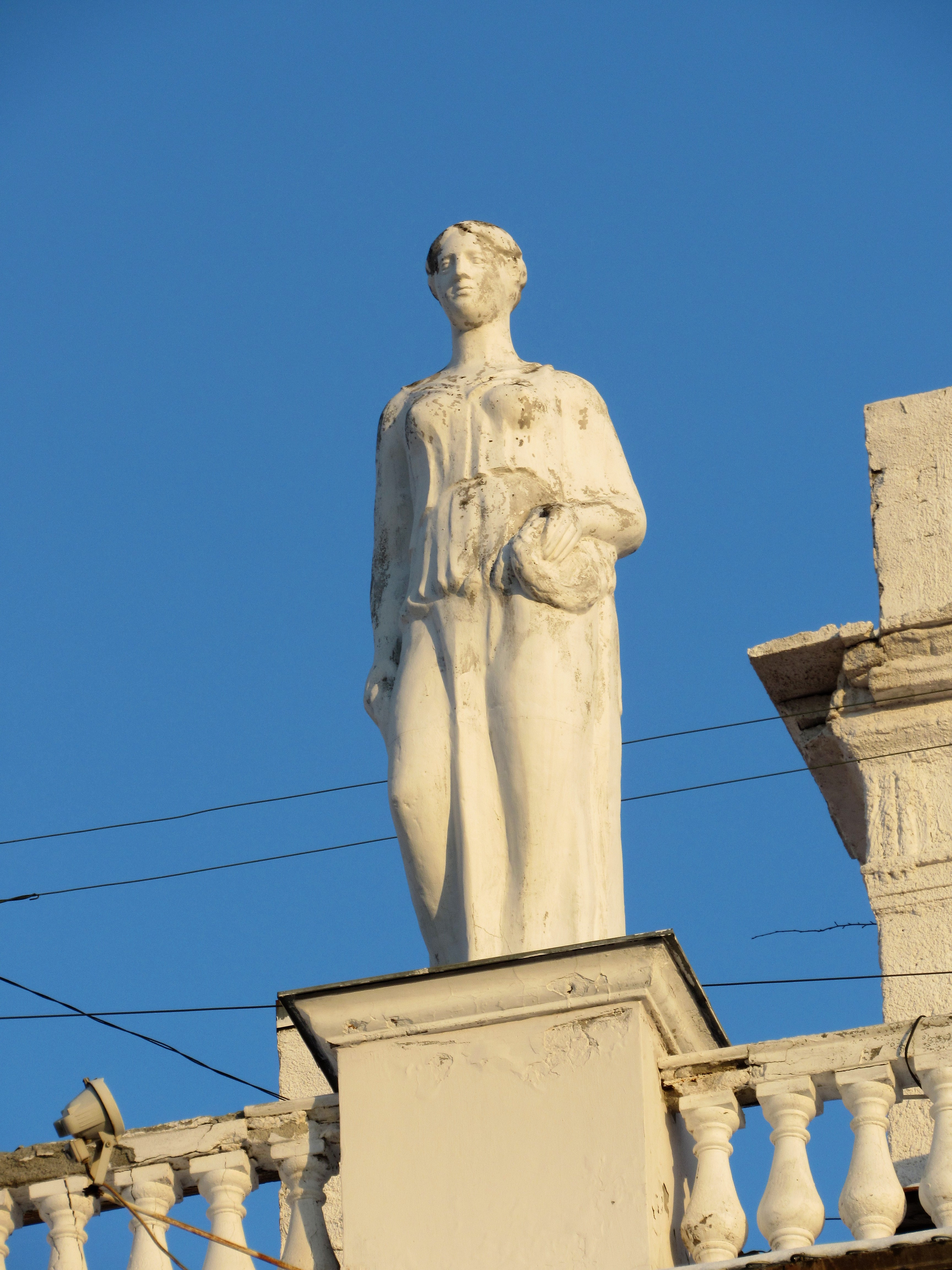
Скульптура 2
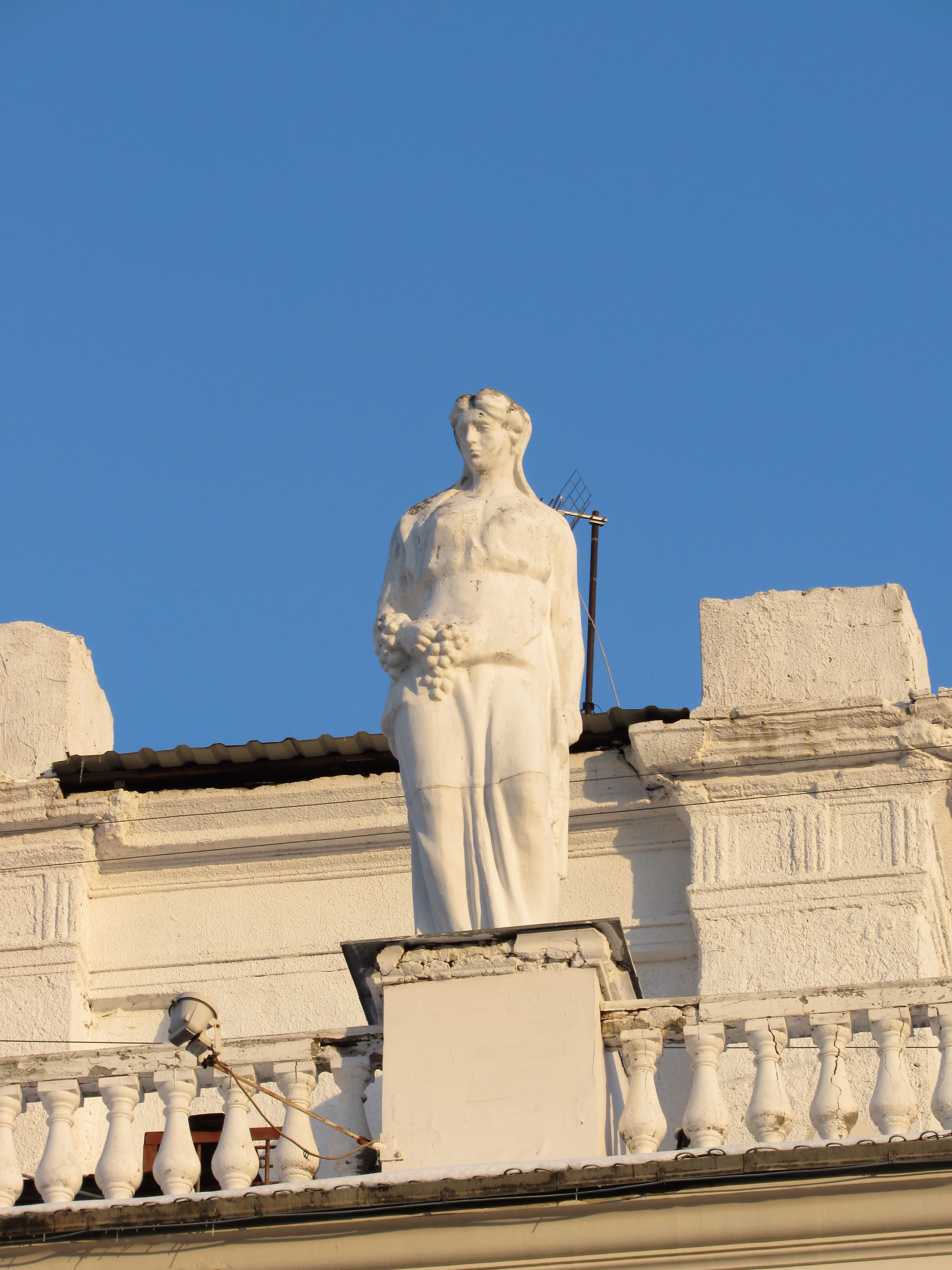
Скульптура 3
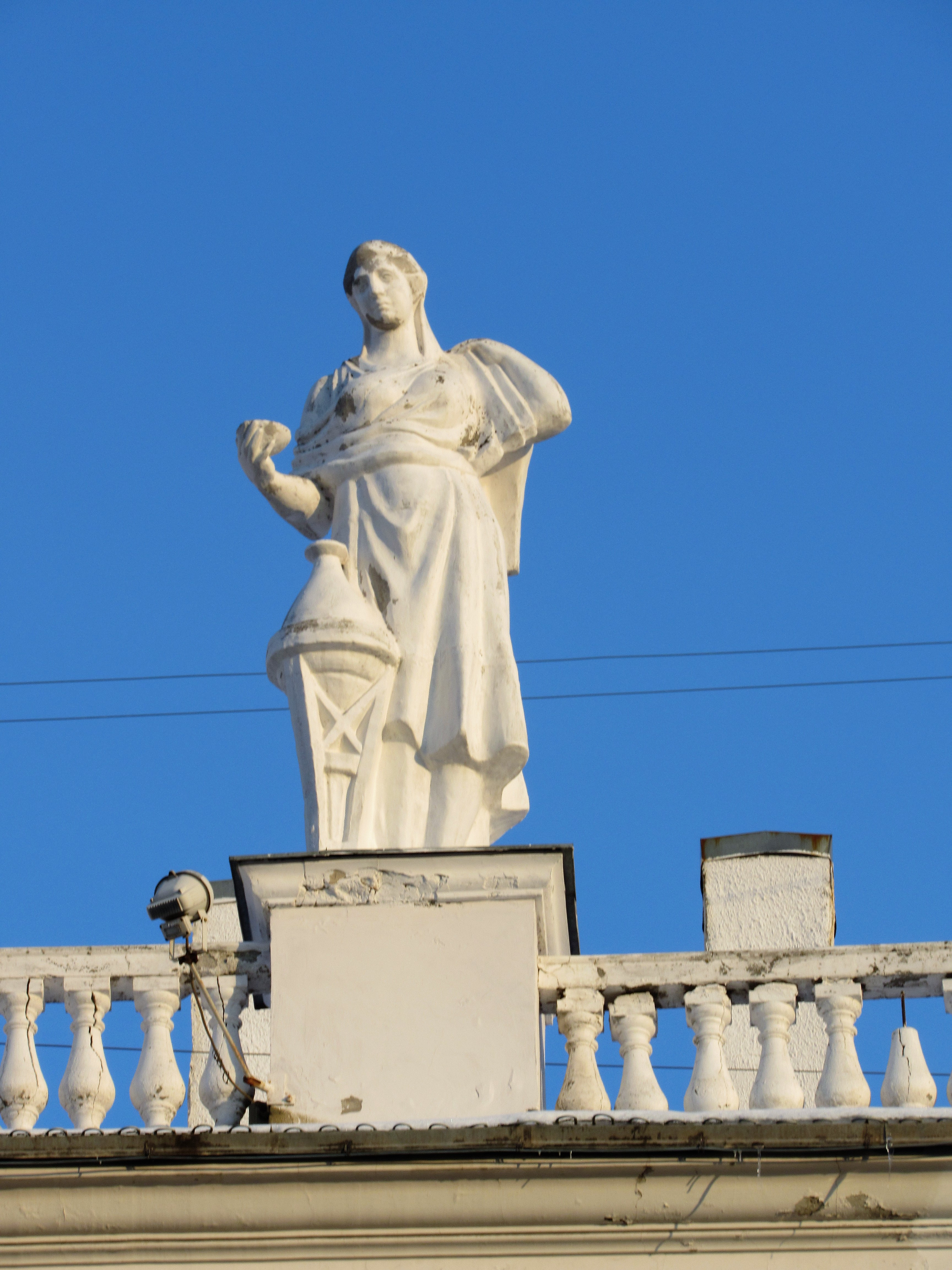
Скульптура 4
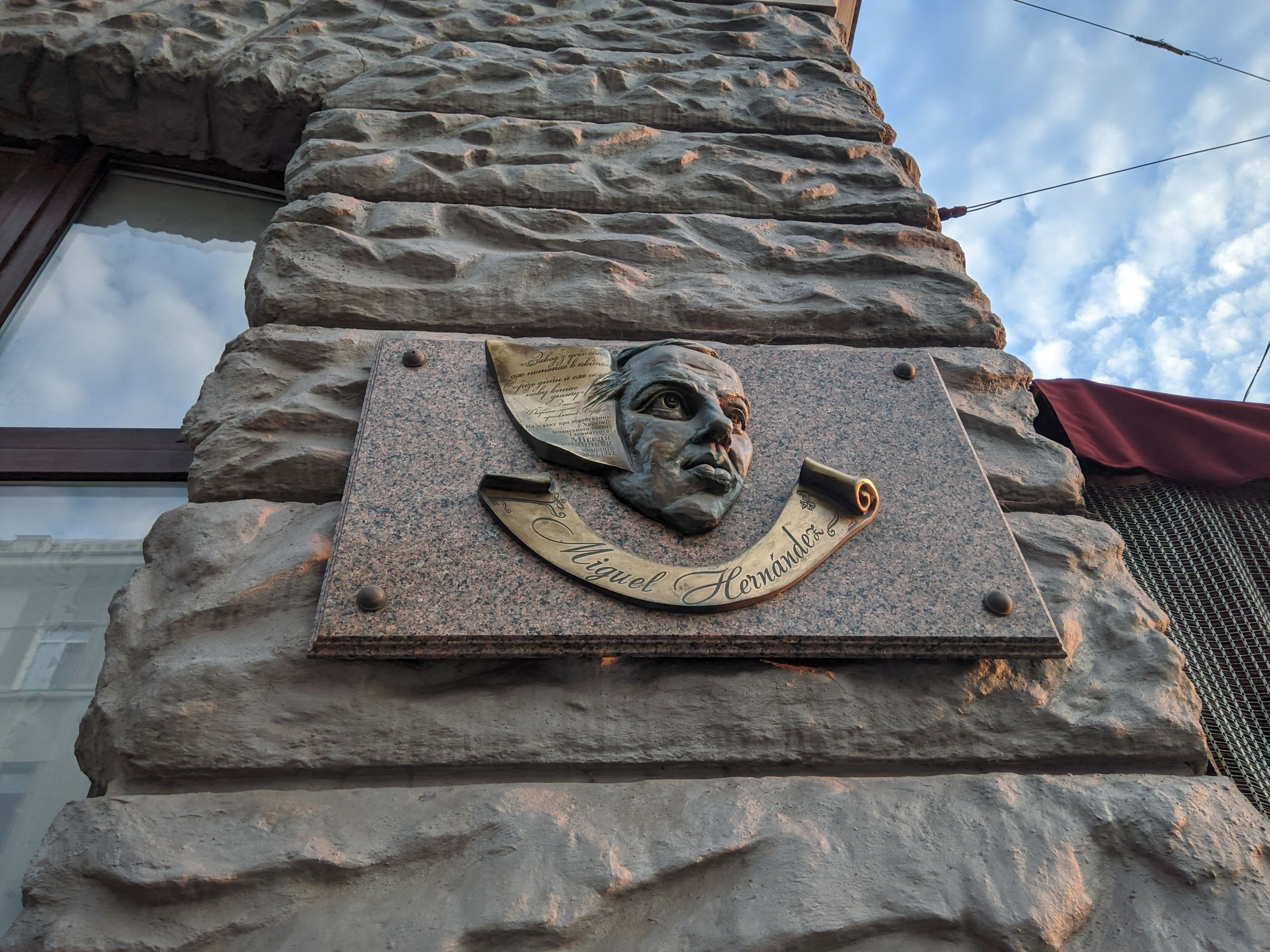
Меморіальна дошка Мігелю Ернандесу
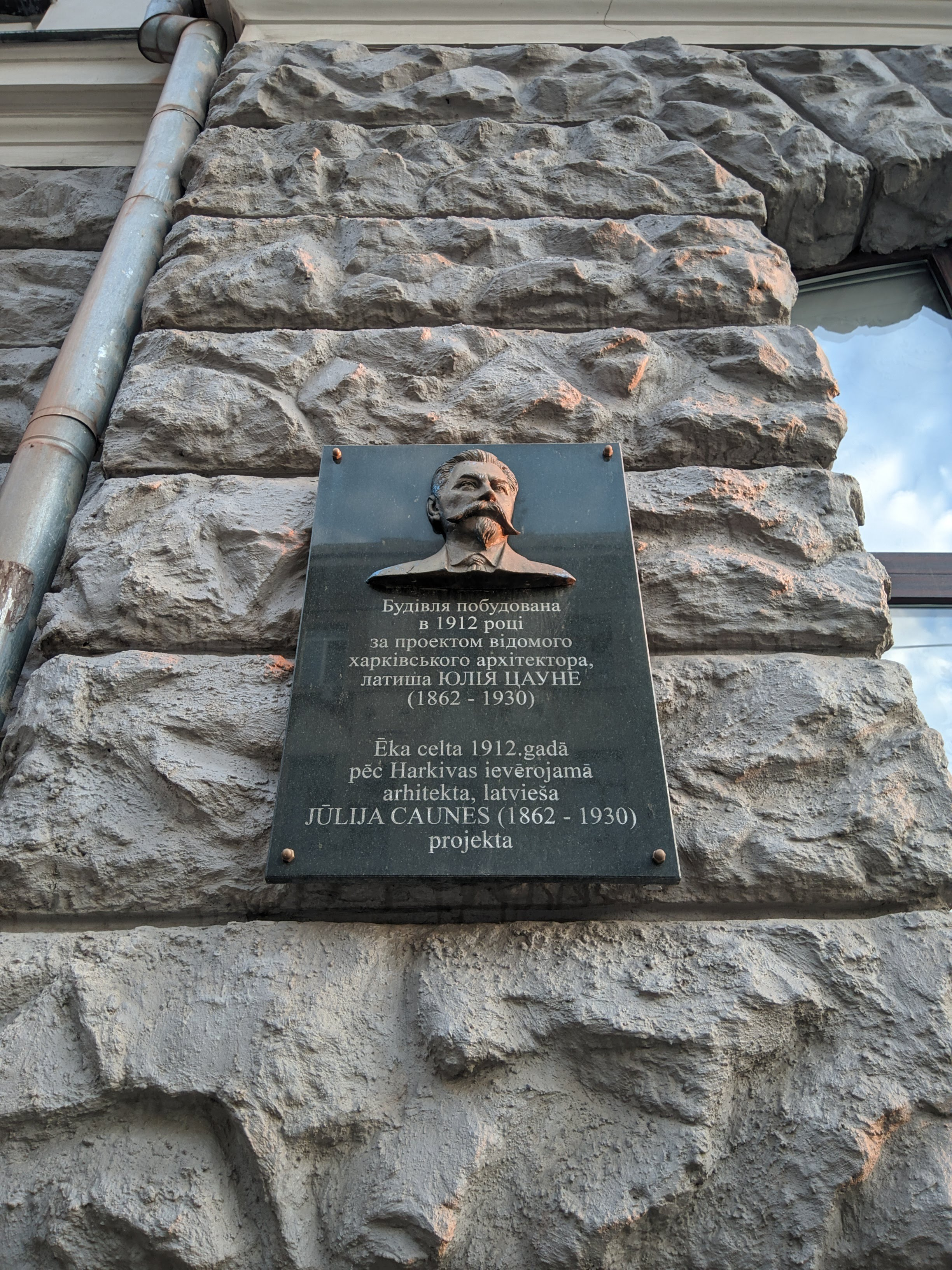
Меморіальна дошка Ю. Цауне